# Религия в Тибете

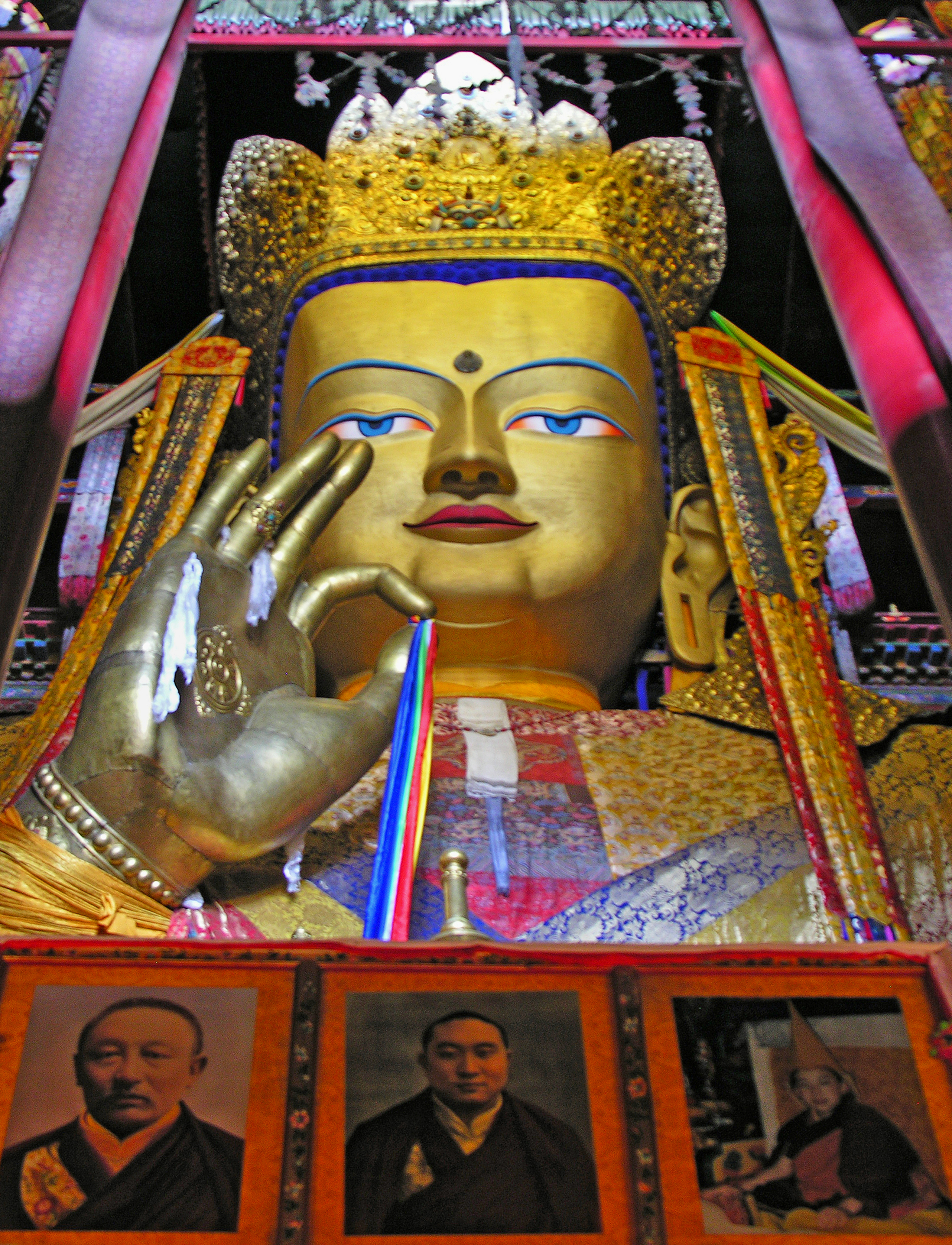
Статуя Будды Майтреи монастыря Ташилхунпо в Шигадзе.

Основной религией в Тибете был буддизм с момента его распространения в 8 веке нашей эры. Исторический район Тибета (районы, населенные этническими тибетцами) в настоящее время в основном состоят из Тибетского автономного района Китая и частично провинций Цинхай и Сычуань. До прихода буддизма основной религией среди тибетцев была местная шаманская и анимистическая религия бон, которая в настоящее время составляет значительное меньшинство. 
Согласно оценкам Международного доклада о свободе вероисповедания 2012 года, большинство тибетцев (которые составляют 91 % населения Тибетского автономного района) связаны с тибетским буддизмом, в то время как меньшинство, составляющее 400 000 человек (12,5 % от общей численности населения Тибетского автономного района) связаны с местными бонскими или народными религиями, которые разделяют взгляды Конфуция (тиб. Kongtse Trulgyi Gyalpo) с китайской религией, хотя и в другом свете.
В Тибетском автономном районе есть четыре мечети, которые посещает около 4000-5000 мусульман, хотя опрос, проведенный в Китае в 2010 году, показал более высокую долю — 0,4 %. Есть католическая церковь с 700 прихожанами, которая расположена в традиционно католической общине Яньцзин на востоке региона.

## Основные религии

### Тибетский буддизм и бон

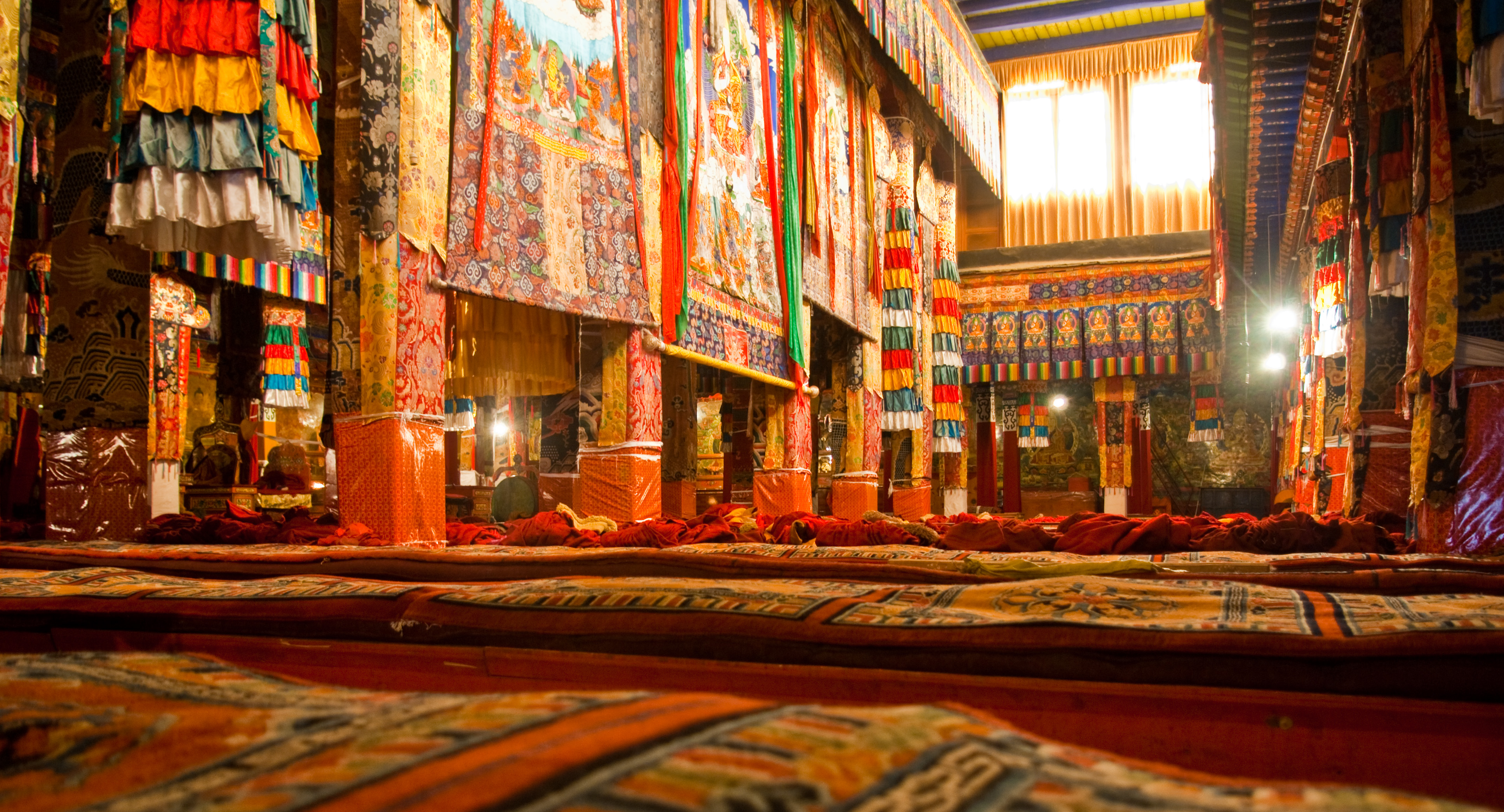
Интерьер Ганденского монастыря.

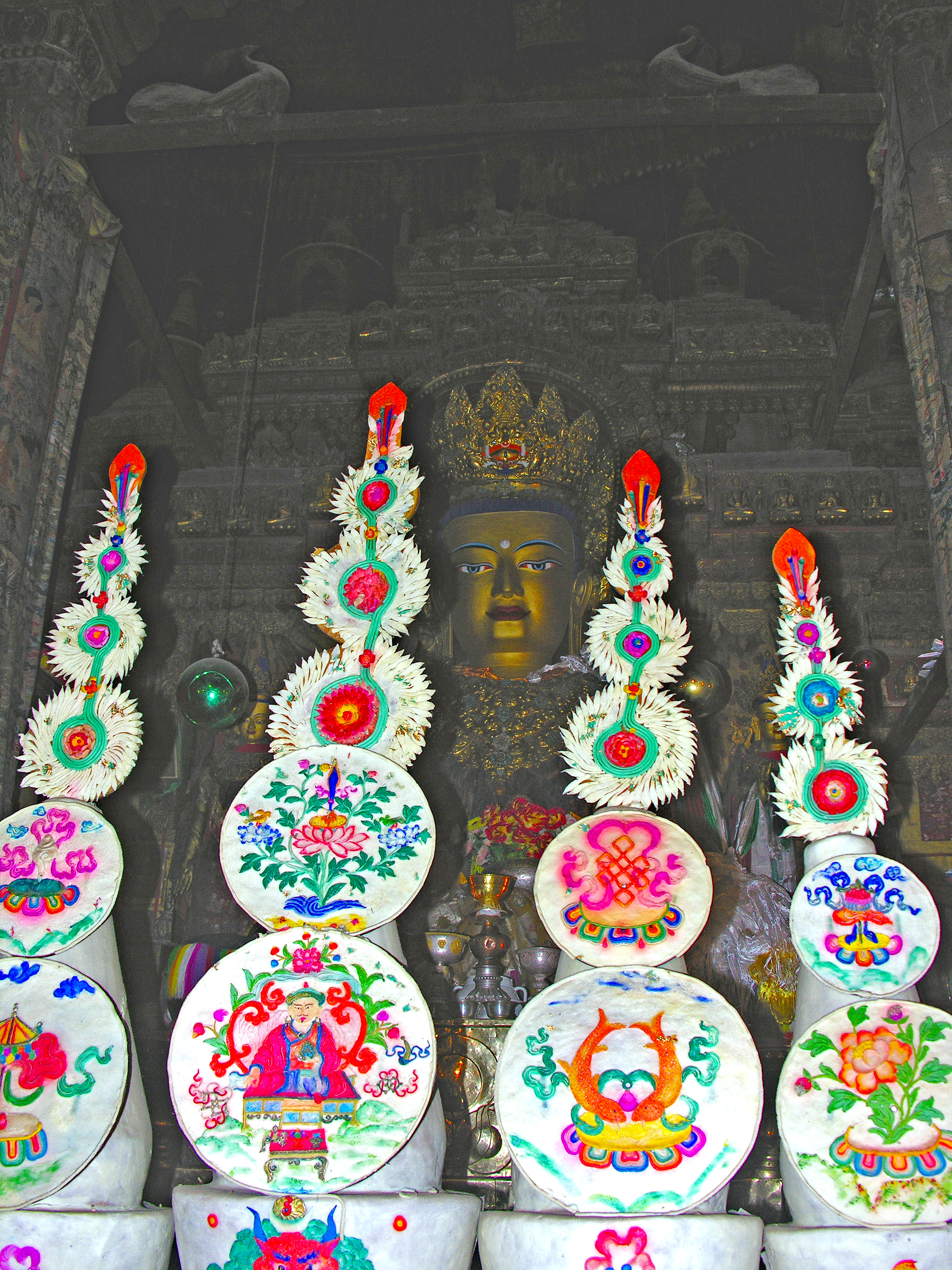
Свечи с маслом яка перед Буддой Шакьямуни. У монастыря Байджу, Гьянгце.

Бон является древней религией Тибета, но в настоящее время основное влияние имеет тибетский буддизм, самобытная форма махаяны и ваджраяны, которая пришла в Тибет из санскритской буддийской традиции северной Индии. Тибетский буддизм практикуется не только в Тибете, но и в Монголии, некоторых районах северной Индии, Бурятской Республике, Республике Тыва, а также в Республике Калмыкия и некоторых других частях Китая. Во время культурной революции в Китае, почти все монастыри Тибета были разграблены и разрушены хунвейбинами. Несколько монастырей начали восстанавливаться с 1980-х годов (с ограниченной поддержке со стороны правительства Китая), и была предоставлена большая свобода вероисповедания — хотя это все еще ограничено. Монахи вернулись в монастыри по всему Тибету, и монашеское образование возобновилось, хотя число наложенных монахов строго ограничено. До 1950-х годов от 10 до 20 % мужчин в Тибете были монахами.

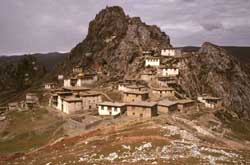
Монастырь Хьюнгпори Цедрук в Тибетском автономном округе.

Бон, местная анимистская и шаманская система верований Тибета, вращается вокруг поклонения природе и утверждает, что произошла раньше буддизма.

### Китайская этническая религия
Большинство ханьцев, проживающих в Тибете, исповедуют свою родную китайскую народную религию (Шэндао, «Путь богов»). Существует Храм Гуанди в Лхасе (拉萨 关帝庙), в котором китайский бог войны Гуанди отождествляется с божеством Гесар тибетского, монгольского и маньчжурского народа. Храм построен в соответствии с китайской и тибетской архитектурой. Впервые он был построен в 1792 году при династии Цин и отремонтирован около 2013 года, после десятилетий пребывания в ветхом состоянии.

### Народные религиозные секты
В округе Амдо существует тибетская народная религиозная секта под названием «Герои Линга», основанная в 1981 году тибетцем Сонамом Пунцогом, который утверждал, что является воплощением легендарного героя Гезара. На пике своего развития в 1980-х годах движение пополнилось местными коммунистическими лидерами. Позднее оно было запрещено как разрушительная и «раскольническая» секта.

## Авраамические религии

### Христианство

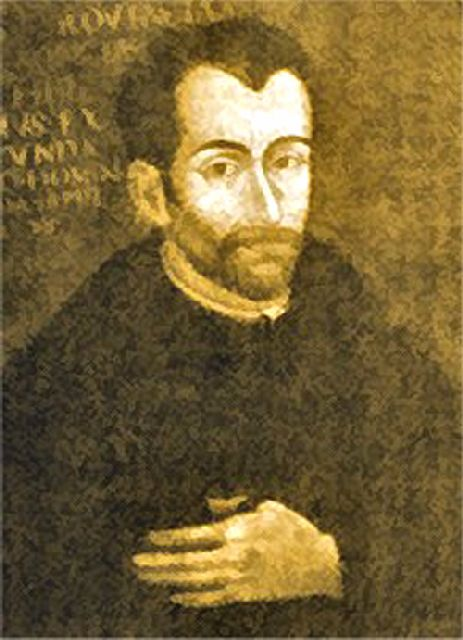
Антонио де Андраде

Первые христиане, которые, согласно документам, достигли Тибета, были несторианами, среди которых были найдены различные реликвии и надписи в Тибете. Они также присутствовали в имперском лагере Мункэ Хана в Шира Ордо, где в 1256 году они спорили с Кармой Пакши, главой ордена Карма Кагью. Десидери, достигший Лхасы в 1716 году, столкнулся с армянскими и русскими купцами.
Римско-католические иезуиты и капуцины прибыли из Европы в 17 и 18 веках. Португальские миссионеры, отец иезуит Антонио де Андраде и брат Мануэль Маркес, впервые достигли королевства Гелу в западном Тибете в 1624 году и были встречены королевской семьей, которая впоследствии позволила им построить церковь. К 1627 году в королевстве Гуге было около ста местных новообращенных. Позже христианство было введено в Рудок, Ладакх и Цанг, и его приветствовал правитель царства Цанг, где Андраде и его товарищи основали форпост иезуитов в Шигаце в 1626 году.

## Религиозная свобода
Религия в Тибете регулируется законами Китайской Народной Республики, которая запрещает использование религий в целях нарушения социальной гармонии. Буддийские лидеры, такие как Гедхун Чоки Нима и Тензин Делегат, остаются под стражей или в тюрьме.